# Викегард, Никлас
Никлас Викегард (швед. Niklas Wikegård; 3 октября 1963, Евле, Швеция) — шведский профессиональный хоккеист, тренер и спортивный комментатор.

## Биография
Воспитанник хоккейной школы городе Евле. В сезоне 1982/83 сыграл 11 матчей в высшей лиге Швеции за команду «Брюнес», забросил 1 шайбу. В сезоне 1983/84 выступал в первой лиге Швеции за команду «Ханхалс». Завершил карьеру игрока в 1984 году из-за травмы колена.
С 1985 по 1988 год был помощником тренера хоккейного клуба «Весбю». В сезоне 1988/89 возглавлял команду как главный тренер. В сезоне 1989/90 входил в состав тренерского штаба команды «Хаммарбю». В следующем сезоне вновь возглавлял «Вёсбю», а ещё через год вновь помогал главному тренеру этой команды.
Также работал в тренерском штабе команд «Буденс», «Юргорден», «Мальмё Редхокс», а также швейцарской команды «Кур». Был скаутом команды НХЛ «Вашингтон Кэпиталс». «Юргорден» возглавлял и как главный тренер в сезоне 1997/98, а также с 2002 по 2005 год. На Еврохоккейтуре входил в тренерский штаб сборной Швеции по хоккею с шайбой.
Работал в телекомпании Sveriges Television. Комментировал матчи по хоккею с шайбой, а также был ведущим в хоккейной телепередаче «Hockeykväll». 23 мая 2011 года покинул SVT и подписал трёхлетний контракт с телекомпанией TV4 Group.